# Rudolf Šmejkal
Rudolf Šmejkal (14 gennaio 1915 – 8 novembre 1972) è stato un calciatore cecoslovacco, tra il 1939 ed il 1945 boemo.

## Palmarès

### Club

#### Competizioni nazionali
- Campionato cecoslovacco: 1

Sparta Praga: 1945-1946